# Парфёнов, Николай (двоеборец)
Николай Парфёнов (25 мая 1976, Пермь) — российский двоеборец, бронзовый призёр чемпионата мира 1999 года.

## Спортивная карьера
Лучшим результатом выступлений Николая Парфёнова является бронзовая медаль чемпионата мира 1999 года в Рамзау в командном первенстве, в личном спринте он занял 25 место.